# Lynn Riggs
Lynn Riggs (Claremore, Oklahoma, 1899-1954) fou un escriptor cherokee. Fill d'un ramader, estudià a la Universitat i va marxar a Califòrnia i després a Nova York per a triomfar com a autor dramàtic. Va compondre Big Lake (1927), Knives from Syria (1928), Roadside (1930), Green Grow the Lilacs (1931), Russet Mantle (1936), i el llibre de poemes The Iron Dish (1930). Ha estat el dramaturg amerindi més celebrat als Estats Units.